# جيوفري كانتور
جيوفري كانتور (بالإنجليزية: Geoffrey Cantor)‏ هو مؤرخ وفيلسوف بريطاني، ولد في 1943.